# Euryschema
Euryschema là một chi bướm đêm thuộc họ Erebidae.

## Loài
- Euryschema tricycla Turner, 1925